# Serie B 2009/2010
Soutěžní ročník Serie B 2009/10 byl 78. ročník druhé nejvyšší italské fotbalové ligy. Soutěž začala 21. srpna 2009 a skončila 30. května 2010. Účastnilo se jí opět 22 týmů z toho se 15 kvalifikovalo z minulého ročníku, 3 ze Serie A a 4 ze třetí ligy. Nováčci ze třetí ligy jsou: AC Cesena, Gallipoli Calcio, FC Crotone, Calcio Padova.
První 2 kluby v tabulce postupovali přímo do Serie A. Play off hrály kluby o jedno postupové místo do Serie A vyřazovacím způsobem (klub ze 3. místa hrál s klubem ze 6. místa a klub ze 4. místa hrál s klubem který obsadil 5. místo). Sestupovali poslední 3 kluby v tabulce (20., 21. a 22. místo) přímo a klub který skončil na 18. a 19. místě se utkali na 2 zápasy v play out, poražený sestoupil do třetí ligy. 

## Tabulka
| Poř. | Tým                       | Z  | V  | R  | P  | VG | OG | B  |
| ---- | ------------------------- | -- | -- | -- | -- | -- | -- | -- |
| 1.   | US Lecce                  | 42 | 20 | 15 | 7  | 66 | 47 | 75 |
| 2.   | AC Cesena                 | 42 | 20 | 14 | 8  | 55 | 29 | 74 |
| 3.   | Brescia Calcio            | 42 | 21 | 9  | 12 | 60 | 44 | 72 |
| 4.   | US Sassuolo Calcio        | 42 | 18 | 15 | 9  | 60 | 42 | 69 |
| 5.   | Turín FC                  | 42 | 19 | 11 | 12 | 53 | 36 | 68 |
| 6.   | AS Cittadella             | 42 | 18 | 12 | 12 | 62 | 43 | 66 |
| 7.   | US Grosseto FC            | 42 | 14 | 19 | 9  | 66 | 63 | 61 |
| 8.   | FC Crotone 1              | 42 | 17 | 11 | 14 | 53 | 50 | 60 |
| 9.   | Ascoli Calcio 1898        | 42 | 15 | 12 | 15 | 57 | 57 | 57 |
| 10.  | Empoli FC                 | 42 | 15 | 11 | 16 | 66 | 56 | 56 |
| 11.  | UC AlbinoLeffe            | 42 | 14 | 13 | 15 | 59 | 56 | 55 |
| 12.  | Modena FC                 | 42 | 14 | 12 | 16 | 39 | 47 | 54 |
| 13.  | Reggina Calcio            | 42 | 15 | 9  | 18 | 51 | 56 | 54 |
| 14.  | Vicenza Calcio            | 42 | 12 | 17 | 13 | 40 | 41 | 53 |
| 15.  | Piacenza FC               | 42 | 13 | 14 | 15 | 40 | 45 | 53 |
| 16.  | Frosinone Calcio          | 42 | 15 | 8  | 19 | 50 | 67 | 53 |
| 17.  | AC Ancona 1               | 42 | 15 | 9  | 18 | 55 | 56 | 52 |
| 18.  | US Triestina Calcio       | 42 | 13 | 12 | 17 | 41 | 51 | 51 |
| 19.  | Calcio Padova             | 42 | 12 | 15 | 15 | 44 | 48 | 51 |
| 20.  | AC Mantova 1911           | 42 | 10 | 18 | 14 | 46 | 58 | 48 |
| 21.  | Gallipoli Calcio          | 42 | 10 | 10 | 22 | 43 | 74 | 40 |
| 22.  | Salernitana Calcio 1919 2 | 42 | 5  | 8  | 29 | 40 | 80 | 17 |

Poznámky
- Z = Odehrané zápasy; V = Vítězství; R = Remízy; P = Prohry; VG = Vstřelené góly; OG = Obdržené góly; B = Body
- 1  FC Crotone a AC Ancona přišly během sezóny o 2 body.
- 2  Salernitana Calcio 1919 přišlo během sezóny o 6 bodů.

|  | Postup do Serie A 2010/11                  |
|  | Play off                                   |
|  | Sestup do Lega Pro Prima Divisione 2010/11 |

## Play off
Boj o postupující místo do Serie A.

### Semifinále
Turín FC - US Sassuolo Calcio 1:1 a 2:1
AS Cittadella - Brescia Calcio 0:1 a 1:0

### Finále
Turín FC - Brescia Calcio 0:0 a 1:2
Poslední místo pro postup do Serie A 2010/11 vyhrál tým Brescia Calcio.

## Play out
Boj o setrvání v Serii B.
Calcio Padova - US Triestina Calcio 0:0 a 3:0
V Serii B zůstal klub Calcio Padova. Klub US Triestina Calcio sestoupil do třetí ligy. Po sezoně klub AC Ancona vyhlašuje bankrot a místo něj Serii B zůstal klub US Triestina Calcio.